# ローリー (装甲艦)
CSS ローリー （CSS Raleigh）は南北戦争中のアメリカ連合国海軍（南部海軍）のリッチモンド級砲郭型装甲艦で、衝角は無く代わりに外装水雷を搭載していた。名称はノースカロライナ州の都市であるローリーに由来する。

## 艦歴
ローリーは1863年から1864年にかけて、ノースカロライナ州ウィルミントンにおいて、ジョン・ウィルキンソン大尉の監督下で建造された。1864年4月30日に就役氏、ペンブローク・ジョーンズ大尉が艦長となった。
南部海軍の艦艇製造責任者であったジョン・ポーター（John L. Porter）の計画のもと、ノースカロライナと同様にチャーチ・ストリートの下で建造・進水し、J. L. キャシディ・アンド・サンズ造船所で艤装が行われた。
ローリーはウィルミントンで建造されたリッチモンド級の装甲艦2隻のうちの1隻である。1862年の春にジョン・ポーターが港湾防衛のために設計したリッチモンド級の装甲艦6隻が、リッチモンド、ウィルミントン、チャールストン及びサバンナで起工された。この元となるプランは戦前の1846年にポーターが提唱していたものであった。1864年4月20日、完成したローリーはケープフィア川（Cape Fear River）を下って、先に就役してスミスヴィルの防衛についていた姉妹艦のノースカロライナと合流した。
ローリーの喫水は13フィートで、ノースカロライナ（ノースカロライナは生木で製造されたためフナムシの被害を被って、それが原因で後に浸水・沈没した）より6インチ浅かった。ウィリアム・リンチ司令官はローリーをノースカロライナ州ニューインレット（New Inlet）に移動させ、北軍の封鎖艦体を攻撃することに決定した。
5月6日、ローリーはCSS ヤドキンとCSS イクエイターを伴ってケープフィア川を出て大西洋に入った。そこでUSS ブリタニア（USS Britannia）及びUSS ナンズモンド（USS Nansemond）を含む北軍の封鎖艦隊6隻と対峙した。
リッチモンド級の装甲艦は内水部の港湾防衛を目的としたもので、波のある海での作戦を予定したものではなかったため、この作戦は無謀であった。しかし、ローリーの士官及び下士官兵は戦闘準備を行った。その後の様相は暗闇に覆われ、混乱したものとなった。ローリーは外洋では速度が出ず、北軍艦艇に接近することはできなかった。煙突からの閃光と砲撃が、他の封鎖艦艇に警告を与えた。しかしほとんどの艦長はその攻撃に装甲艦が参加していることを知らず、封鎖突破船が追い詰められたと考えた。その夜、ローリーは封鎖艦隊の間をすり抜けた。夜明けと共に、ローリーはニューインレットに戻り、7時15分に砂洲を超えた。こうして「戦闘」は終わり、どちらの側にも重大な損害は出なかった。
ローリーはケープフィア川に入り、南に転進したが「ザ・リップ」と呼ばれる砂洲に激しく乗り上げてしまった。引き潮になると、砲郭、大砲、機械類の重量が艦尾竜骨にのしかかった。この重さに耐えきれず「背骨を折られ」てしまい、就役後わずか1週間でローリーは失われてしまった。その後装甲板とブルック施条砲2門と滑腔砲2門が引き揚げられ、ボイラーはCSS チャタフーキー（ CSS Chattahoochee）に載せられ、コロンバスで修理が行われた。
1994年、沈没場所の調査が、東ノースカロライナ大学の学生の協力の下、ノースカロライナ州水中考古学部門によって実施された。

## 参考資料
- Silverstone, Paul H. (2006). Civil War Navies 1855–1883. The U.S. Navy Warship Series. New York: Routledge. ISBN 0-415-97870-X
- Still, William N., Jr. (1985). Iron Afloat: The Story of the Confederate Armorclads (Reprint of the 1971 ed.). Columbia, South Carolina: University of South Carolina Press. ISBN 0-87249-454-3
- Still, William N., Jr., Confederate Shipbuilding (1987).
- Still, Iron Afloat: The Story of the Confederate Armorclads (1985).

- この記事はアメリカ合衆国政府の著作物であるDictionary of American Naval Fighting Shipsに由来する文章を含んでいます。